# 瀬戸秀夫
瀬戸 秀夫（せと ひでお、1961年11月18日 - ）は、NHKの嘱託アナウンサー。

## 人物
広島県広島市出身。広島大学附属高等学校を経て、東京大学を卒業後、1984年（昭和59年）に入局。

## エピソード
- 広島大学附属高等学校では落語研究会に所属。その後、東京大学では獣医学を専攻していた[4]。
- 2016年6月より再びアナウンサー業務を行っている。
- 1度目の松山放送局勤務までは裸眼で読んでいたが、高松放送局赴任以降のニュースでは遠近両用眼鏡[5]をかけて原稿を読んでいる。ただし、『京コトはじめ』の中継リポーターなどでは、眼鏡を着用しないこともある。

## 現在の出演番組
- 関西のニュース
- ニュース845

## 過去の出演番組
松江放送局時代
- FMリクエストアワー（1986年頃）
- 島根県のニュース・中継・リポート

甲府放送局時代
- FMリクエストアワー
- 山梨県のニュース・中継・リポート

札幌放送局時代
- 北海道クローズアップ（札幌局時代、1994年4月 - 1995年7月）
- 北海道のニュース

名古屋放送局時代
- NHKネットワークニュース
- ナビゲーション（NHK名古屋放送局、1997年4月 - 1999年7月）
- 東海北陸のニュース

東京アナウンス室時代
- ラジオニュース（不定期）
- ニュース7リポーター、国政関連番組制作

宮崎放送局時代
- 宮崎県のニュース
- まるごと宮崎600　編責
- 情報プラザ宮崎　編責
- アナウンス副部長

静岡放送局時代
- 静岡県のニュース
- アナウンス副部長
- たっぷり静岡（編責）

松山放送局時代（1度目）
- 愛媛県・四国地方のニュース
- アナウンス専任部長
- 管理業務主体

高松放送局時代
- 香川県のニュース・中継・リポート
- まんで香川きっきょん!?（パーソナリティ）
- ゆう6かがわ（不定期）
- 845かがわ（不定期）

松山放送局時代（2度目）
- 愛媛県・四国地方のニュース
- えひめ845（不定期）
- ホッと!四国（不定期・パーソナリティ）

大阪放送局時代
- 関西のニュース
- ニュース845 （不定期）
- 京コトはじめ
  - 古都の美 "匠の技"（ナレーター）
  - 中継リポーター・ナレーター